# Hermann Labes
Adolph Friedrich Hermann Labes (* 20. November 1826 in Ramsla (Landkreis Weimarer Land); † November 1898 in Frankfurt am Main) war ein deutscher Jurist und Mitglied des Preußischen Abgeordnetenhauses.

## Leben
Hermann Labes hatte Rechtswissenschaften studiert und war Direktor der Versicherungsgesellschaft Providentia in Frankfurt/Main. Er betätigte sich politisch und trat der Deutschen Fortschrittspartei bei. Als deren Vertreter hatte er in den Jahren 1879 bis 1882 einen Sitz im Preußischen Abgeordnetenhaus.